# Anthon Bang
Anthon Bang (Copenhague, 9 de diciembre de 1809- Christiania, 31 de julio de 1870) escritor y editor noruego.
Nacido en Copenhague, creció en Trondheim y era nieto de Carsten Gerhard Bang, director de Røros Kobberverk.
Fue educado como oficial militar, pero dejó su carrera castrense en 1844 debido a una enfermedad. Desde entonces, trabajó como publicista y editor de varias publicaciones. De 1860 a 1866, publicó el magacín semanal Lørdags-Aftenblad for Arbeidsklassen en Christiania, y fundó Dagbladet en 1869.